# Mark Matejka
Mark Matejka est un guitariste américain, né à Houston, qui joue actuellement avec le groupe de rock sudiste Lynyrd Skynyrd. En 2006, il a pris la place de Hughie Thomasson parti pour reformer le groupe Outlaws. Il avait déjà collaboré avec Lynyrd Skynyrd sur leur album de Noël Christmas Time Again en 2000 comme guitariste et chanteur.
Matejka avait auparavant appartenu aux groupes de country Hot Apple Pie, au Charlie Daniels Band et aux Sons of the Desert.
Il est surnommé « Sparky ». Il utilise des guitares Fender Stratocaster et Paul Reed Smith.